# Carl Max Unger
Carl Max Unger, meist Max Unger, (* 2. Januar 1837 in Johanngeorgenstadt; † 25. November 1886 in Colditz) war ein deutscher Unternehmer, der die Bandzackenfabrikation im Königreich Sachsen einführte.

## Leben

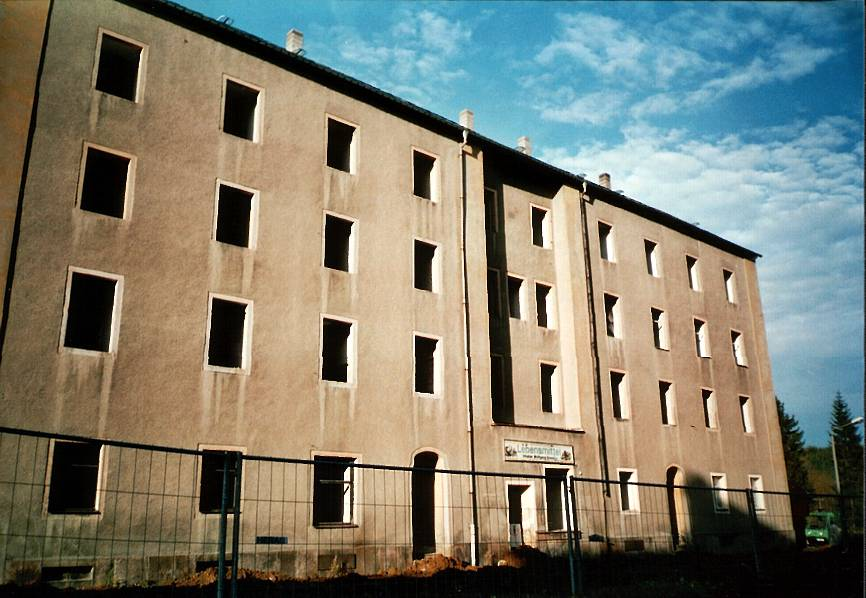
Gebäude der früheren Bandzackenfabrik von Carl Max Unger in Johanngeorgenstadt kurz vor dem Abriss 2005

Unger stammte aus dem Erzgebirge und wurde Bürger von Johanngeorgenstadt, wo er zunächst als Kaufmann wirkte und in die Stadtverordnetenversammlung gewählt wurde. Im Februar 1859 richtete er im Gebäude des früheren Bergmagazins eine Bandzacken- oder Bandspitzenfabrikation ein. Er ließ dort baumwollene oder leinene Bänder in Zackenform zur Zierde auf Textilien nähen. Von Johanngeorgenstadt aus entwickelte sich um 1865 auch Eibenstock als zweiter Standort für die Herstellung dieser besonderen Spitzenart in Sachsen, dem danach noch weitere Orte wie Schönheide folgten. Unger betrieb neben Johanngeorgenstadt auch eine Bandzackenfabrik in der böhmischen Bergstadt Platten.
Ab November 1860 setzte Unger für die gegenseitige Verbindung zwischen den einzelnen Zacken in einer Reihe erstmals eine Nähmaschine ein. 1864 arbeiteten in seiner Fabrik bereits 80 Stepperinnen und in Heimarbeit in den umliegenden Orten in Sachsen und Böhmen etwa 2000 Menschen. 1865 erfand Unger außerdem die Wellenfaltung, für die er sich in Sachsen und Österreich das Patent sicherte.
Die baumwollenen Bänder als Rohmaterial bezog Carl Max Unger bis zum Stadtbrand 1867 ausschließlich aus Barmen und Elberfeld. Ab dann produzierte Unger diese selbst in einer eigenen Bandweberei an seiner Bandzackenfabrik, für deren Herstellung er 1868 ein Patent in Sachsen angemeldet hatte. Die Bandzacken wurden hauptsächlich im Raum Karlsbad in Böhmen hergestellt. Um eine schnellere Anlieferung aus dem Böhmischen zu erreichen, sicherte sich Max Unger am 19. Oktober 1868 die Vorkonzession zum Bau einer Eisenbahnlinie von Karlsbad bis zur sächsischen Grenze bei Johanngeorgenstadt. Im gleichen Jahr ließ sich Carl Max Unger für fünf Jahre das ausschließliche Privileg auf ein neues eigenthümliches Band und die Mittel zur Herstellung desselben verleihen. 1870 ließ sich Unger dieses Patent für fünf Jahre auch im Königreich Preußen erteilen.
Der Vertrieb erfolgte durch Faktoren (Handelsvertreter) in den ausgehenden 1860er Jahren im gesamten deutschsprachigen Raum, in Frankreich und England sowie in Skandinavien, Russland und Italien bis hin nach Nord- und Südamerika, Ostindien und China. Doch zu Beginn der 1870er Jahre war der Absatz rückläufig, da Bandzacken bereits nach kurzer Zeit aus der Mode kamen und durch gehäkelte Zacken ersetzt wurden. Zahlreiche Konfektionsgeschäfte, Waren- und Textilhandlungen gingen außerdem dazu über, benötigte Bandzacken selbst anzufertigen. Als der Absatz total einbrach, musste Max Unger aufgrund von Schulden die Bandzackenfabrikation einstellen und 1871 die Bandweberei verkaufen. Letztere wurde als Maschinenbandweberei zu Johanngeorgenstadt, vormals Max Unger im Juli 1871 mit 225.000 Taler Aktien neu gegründet.
Unger verkraftete den unerwarteten Niedergang seiner Firma nur sehr schwer. Er musste später in die Irrenanstalt auf Schloss Colditz eingewiesen werden, wo er 1886 im Alter von 48 Jahren starb. Seine Witwe Auguste, geborene Bauer überlebte ihn bis 1915.